# Каменське (гміна Ожиш)
Каменське (пол. Kamieńskie, нім. Kaminsken, 1938-45: Erlichshausen) — село в Польщі, у гміні Ожиш Піського повіту Вармінсько-Мазурського воєводства.
Населення — 14 осіб (2011).
У 1975-1998 роках село належало до Сувальського воєводства.

## Демографія
Демографічна структура станом на 31 березня 2011 року:
|          | Загалом | Допрацездатний вік | Працездатний вік | Постпрацездатний вік |
| -------- | ------- | ------------------ | ---------------- | -------------------- |
| Чоловіки | 8       | 1                  | 6                | 1                    |
| Жінки    | 6       | 2                  | 3                | 1                    |
| Разом    | 14      | 3                  | 9                | 2                    |